# Uzarzewo-Huby
Uzarzewo-Huby ist ein Dorf der Gemeinde Pobiedziska im Powiat Poznański in der Woiwodschaft Großpolen im westlichen Zentral-Polen. Der Ort befindet sich etwa 10 km südwestlich von Pobiedziska und 15 km nordöstlich der Landeshauptstadt Poznań in der Nähe der Bahnstrecke Poznań–Toruń und gehört zum Schulzenamt Biskupice.

## Geschichte
Der Ort gehörte nach der Zweiten Teilung Polens 1793 zum Kreis Schroda und ab 4. Januar 1900 zum Kreis Posen-Ost und wurde 1903 in Talfeld umbenannt.
Das Gemeindelexikon für das Königreich Preussen von 1905 gibt für den Ort 13 bewohnte Häuser auf 211,5 ha Fläche an. Die 95 Bewohner setzten sich aus 56 deutschsprechenden Protestanten und 39 Katholiken, davon 38 mit polnischer und einer mit deutscher Muttersprache zusammen. Die Bewohner teilten sich auf 15 Haushalte auf. 1910 hatte der Ort 99 Einwohner. 
Am 19. April 1913 wurde ein Teil der Landgemeinde Talfeld in den Gutsbezirk Usarzewo eingemeindet.
Die evangelische Gemeinde gehörte zum Kirchspiel Jerzykowo, die katholische zum Kirchspiel Usarzewo.
Ort und Gutsbezirk gehörten am 1. Januar 1908 zum Polizeidistrikt Schwersens.
In den Jahren 1975 bis 1998 gehörte der Ort zur Woiwodschaft Posen.